# Bundesamt für Landwirtschaft
Das Bundesamt für Landwirtschaft (BLW) ist eine Bundesbehörde der Schweizerischen Eidgenossenschaft. Es ist ein Fachamt des Eidgenössischen Departements für Wirtschaft, Bildung und Forschung (WBF) der Schweizer Bundesregierung (Bundesrat). Das Amt versteht sich als Fachstelle für den Agrarsektor und ist in sechs Direktionsbereiche aufgeteilt (Direktion, Märkte und Internationales, Direktzahlungen und Ländliche Entwicklung, Digitalisierung und Datenmanagement, Produktionsgrundlagen, natürliche Ressourcen und Forschung und der letzte Bereich ist Recht, Ressourcen und Integrale Sicherheit). Ausserdem unterstehen dem BLW die drei eidgenössischen landwirtschaftlichen Forschungsanstalten (Agroscope) und das Nationalgestüt in Avenches. Das BLW überwacht zum Beispiel den Kohlenstoffgehalt der Böden in der Schweiz und eruiert ihr Potential für Speicherpotential für Kohlenstoff.

## Geschichte
1878 wurde das Eisenbahn- und Handelsdepartement als Handels- und Landwirtschaftsdepartement neu strukturiert, dem 1881 eine «Abteilung Landwirtschaft» angegliedert wurde. Daraus wiederum ging 1979 das Bundesamt für Landwirtschaft hervor.

## Kritik
Für die Zulassung von Pflanzenschutzmitteln war lange Zeit das Bundesamt für Landwirtschaft zuständig. Eine Allianz von 13 verschiedenen Organisationen forderte 2017 in einem offenen Brief Bundesrat Johann Schneider-Ammann auf, das Zulassungsverfahren einer unabhängigen Stelle zu übertragen. Vertreter des BLW hätten in den letzten Monaten mehrfach Aussagen zu Pestiziden gemacht, die eine Befangenheit des Amtes befürchten lasse, heisst es im Schreiben. Zu den 13 Organisationen, die den Brief mitverfasst haben, gehören unter anderem: Bio Suisse, Vision Landwirtschaft, Pro Natura, Greenpeace und WWF. Auch Kantonschemiker werfen dem Bundesamt seit Jahren Intransparenz und Abhängigkeit vor. Im Juni 2019 wurde bekannt, dass der Bund das Zulassungsverfahren für Pflanzenschutzmittel von der externen KPMG überprüfen lässt. Der Bericht der KPMG wurde im November 2019 veröffentlicht.
Im November 2019 hat sich auch die Arbeitsgemeinschaft Wasserwerke Bodensee-Rhein (AWBR), ein Zusammenschluss von über 60 Wasserversorgungsunternehmen im Einzugsgebiet der Aare, des Rheins, der Alpenseen und des Bodensees, in einem offenen Brief an das Bundesamt für Landwirtschaft und das zuständige Departement gewandt. Unter anderem wurde ein sofortiges Verkaufs- und Anwendungsverbot für Chlorthalonil gefordert, da Rückstände dieses Pestizids immer mal wieder im Grund- und Trinkwasser nachgewiesen werden konnten. Des Weiteren soll das Grundwasser-Monitoring auf Pestizide und Pestizidabbauprodukte über Gebühren auf Pestizidverkäufe finanziert werden (→ Verursacherprinzip).
Per 1. Januar 2022 wurde die Zulassungsstelle für Pflanzenschutzmittel dem Bundesamt für Lebensmittelsicherheit und Veterinärwesen zugeordnet. Das Bundesamt für Umwelt wird die Hauptverantwortung bei der Beurteilung der Risiken von Pflanzenschutzmitteln für die Umwelt übernehmen.

## Direktoren
- 1884–1912: Franz Müller
- 1912–1913: Ulrich Weidmann
- 1913–1938: Josef Käppeli
- 1939–1946: Ernst Feisst
- 1946–1957: Jakob Landis
- 1957–1969: Walter Clavadetscher
- 1969–1992: Jean-Claude Piot
- 1992–2000: Hans Burger
- 2000–2011: Manfred Bötsch
- 2011–2019: Bernard Lehmann
- 2019–0000: Christian Hofer

Quelle: Archiv für Agrargeschichte

## Personalbestand ab 2001
| Jahr | Vollzeitstellen |
| ---- | --------------- |
| 2001 | 221             |
| 2002 | 228             |
| 2003 | 231             |
| 2004 | 231             |
| 2005 | 225             |
| 2006 | 218             |
| 2007 | 218             |
| 2008 | 216             |
| 2009 | 224             |
| 2010 | 222             |
| 2011 | 224             |
| 2012 | 221             |
| 2013 | 224             |
| 2014 | 229             |
| 2015 | 230             |
| 2016 | 232             |
| 2017 | 230             |
| 2018 | 224             |
| 2019 | 224             |
| 2020 | 233             |
| 2021 | 231             |
| 2022 | 221             |
| 2023 | 226             |
| 2024 | 229             |